# Remco van der Veen (fotomodel)
Remco van der Veen (Amsterdam, 24 april 1973) is een Nederlands fotomodel en televisiepresentator.
Van der Veen begon zijn internationale modellencarrière op zijn negentiende. Binnen negen maanden vroeg Giorgio Armani hem voor een campagne hoewel hij hem nog nooit in het echt had gezien. Van der Veen heeft campagnes gedaan voor onder meer Armani, Mentos en WE en heeft modeshows gelopen voor onder meer Gianfranco Ferré, Romeo Gigli en Diesel en werkt met fotografen als Marco Morezza, Kurt Markus en Carli Hermès. MTV heeft een special over hem gemaakt en hij is regelmatig te gast in talkshows als bijvoorbeeld die van Paul de Leeuw.
Remco van der Veen was tevens presentator van Play2Win. Ook presenteerde hij programma's bij de Lotto, Spelevisie, Homeshopping Europ en Tel Sell waar hij tevens een directeursfunctie had.